# Semaeopus mesembrina
Semaeopus mesembrina är en fjärilsart som beskrevs av Louis Beethoven Prout 1936. Semaeopus mesembrina ingår i släktet Semaeopus och familjen mätare. Inga underarter finns listade i Catalogue of Life.